# Gruss an Wien
Gruss an Wien-Polka, op. 225, är en polka-française av Johann Strauss den yngre. Den framfördes första gången sommaren 1859 i Pavlovsk i Ryssland.

## Historia
1859 var femte året i rad som Johann Strauss den yngre var engagerad för en serie sommarkonserter i Vauxhall Pavilion i Pavlovsk utanför Sankt Petersburg. Under de fem månader som Strauss tillbringade i Ryssland komponerade han flera nya verk för sin ryska publik. Tyvärr är konsertprogrammen för den tiden inte bevarade - till skillnad från de från åren 1856, 1861-65 samt 1869 - men hornisten Franz Sabay i orkestern noterade i sin dagbok angående Gruss an Wien-Polka: "Komponerade i Sankt Petersburg sommaren 1859". Den 23 juli 1859 spelade Strauss vid sin andra välgörenhetskonsert och samma dag skrev den tyskspråkiga tidningen St. Petersburger Zeitung: "Herr Strauss egen musa låter åter sitt ymnighetshorn flöda över av en rad gåvor, en charmerande liten grupp av avkommor från hans senaste alster som han har åstadkommit i förening med en talisman eller familjeandan och som blåser nytt liv i dansmelodierna --- Ytterligare två nya valser och tre polkor, som alla har tänkts ut, eller åtminstone skakats ur rockärmen, skrivits ned, instrumenterats etc. Vem tror inte på under, eller åtminstone tror inte på Herr Strauss geni?" Polkan kan således ha ingått bland de nya verket.
Den 28 oktober tillkännagav tidningen Der Zwischenakt att Strauss skulle återkomma till Wien samma dag från Ryssland och att han skulle ge sin första publika konsert den 6 november i Volksgarten. Detta skulle visa sig inkorrekt och den 17 november meddelade tidningen sina läsare att konserten i stället skulle äga rum den 20 november på samma plats och att Strauss då skulle "i samband med flera nya kompositioner av utländska mästare, också framföra flera danser komponerade av honom själv i Sankt Petersburg". Långt innan konserten hade börjar var Volksgarten så full av folk att många inte kom in. Strauss hälsades med stormande applåder i flera minuter och den entusiastiska publiken krävde repris på nästan varje konsertnummer. I konserten ingick två verk av "utländska mästare" - ouvertyren till Adolphe Adams opera Si j'étais roi (1852) och Hans Christian Lumbyes  potpurri Nebelbilder - och de första framförandena i Wien av fem nya verk av Strauss: Gruss an Wien (Op. 225), Dinorah-Quadrille (Op. 224), Reiseabenteuer (Op. 227), Jäger-Polka (Op. 229) och Der Kobold (Op. 226).

## Om polkan
Speltiden är ca 3 minuter och 27 sekunder plus minus några sekunder beroende på dirigentens musikaliska tolkning.